# Collegio di Charnwood
Charnwood è stato un collegio elettorale inglese situato nel Leicestershire rappresentato alla Camera dei comuni del Parlamento del Regno Unito. Eleggeva un membro del parlamento con il sistema first-past-the-post, ossia maggioritario a turno unico; il collegio è stato abolito in occasione della revisione periodica del 2024.

## Estensione
- 1997–2010: i ward del borgo di Charnwood di Birstall Goscote, Birstall Greengate, Birstall Netherhall, Birstall Riverside, Birstall Stonehill, Bradgate, East Goscote, Mountsorrel and Rothley, Queniborough, Six Hills, Syston, Thurcaston, Thurmaston e Woodhouse and Swithland, i ward del distretto di Blaby di Ellis, Fairestone, Kirby e Leicester Forest East, e i ward del Borough di Hinckley and Bosworth di Groby e Ratby.
- 2010–2024: i ward del borgo di Charnwood di Anstey, Birstall Wanlip, Birstall Watermead, East Goscote, Forest Bradgate, Mountsorrel, Queniborough, Rothley and Thurcaston, Syston East, Syston West, Thurmaston e Wreake Villages, i ward del distretto di Blaby di Ellis, Fairestone, Forest e Muxloe, e il ward del Borough di Hinckley and Bosworth Groby.

Il collegio era vicino a Leicester, tra la città e Nottingham, e copriva poco più della metà del distretto di Charnwood, a nord di Leicester. La città di Loughborough era la maggiore del distretto, ma si trovava in un collegio separato.

## Membri del parlamento
| Elezione | Elezione | Deputato         | Partito          |
| -------- | -------- | ---------------- | ---------------- |
|          | 1997     | Stephen Dorrell  | Conservatore     |
| 2015     | Ed Argar |                  | Conservatore     |
|          | 2024     | Collegio abolito | Collegio abolito |

## Elezioni

### Elezioni negli anni 2010
| Partito                    | Partito                                   | Candidato                  | Risultati 12 dicembre 2019 | Risultati 12 dicembre 2019 |
| Partito                    | Partito                                   | Candidato                  | Voti                       | %                          |
| -------------------------- | ----------------------------------------- | -------------------------- | -------------------------- | -------------------------- |
|                            | Conservatore                              | Ed Argar                   | 35 121                     | 63,44                      |
|                            | Laburista                                 | Gary Godden                | 12 724                     | 22,98                      |
|                            | Lib Dem                                   | Kate Tipton                | 4 856                      | 8,77                       |
|                            | Verdi                                     | Laurie Needham             | 2 664                      | 4,81                       |
|                            |                                           |                            |                            |                            |
| Iscritti                   | Iscritti                                  | Iscritti                   | 79 534                     | 100,00                     |
| ↳ Votanti (% su iscritti)  | ↳ Votanti (% su iscritti)                 | ↳ Votanti (% su iscritti)  | 55 365                     | 69,61                      |
| ↳ Astenuti (% su iscritti) | ↳ Astenuti (% su iscritti)                | ↳ Astenuti (% su iscritti) | 24 169                     | 30,39                      |
|                            |                                           |                            |                            |                            |
|                            | Esito: collegio confermato a Conservatore |                            |                            |                            |

| Partito                    | Partito                                   | Candidato                  | Risultati 8 giugno 2017 | Risultati 8 giugno 2017 |
| Partito                    | Partito                                   | Candidato                  | Voti                    | %                       |
| -------------------------- | ----------------------------------------- | -------------------------- | ----------------------- | ----------------------- |
|                            | Conservatore                              | Ed Argar                   | 33 318                  | 60,38                   |
|                            | Laburista                                 | Sean Kelly-Walsh           | 16 977                  | 30,77                   |
|                            | Lib Dem                                   | Simon Sansome              | 2 052                   | 3,72                    |
|                            | UKIP                                      | Victoria Connor            | 1 471                   | 2,67                    |
|                            | Verdi                                     | Nick Cox                   | 1 036                   | 1,88                    |
|                            | BNP                                       | Stephen Denham             | 322                     | 0,58                    |
|                            |                                           |                            |                         |                         |
| Iscritti                   | Iscritti                                  | Iscritti                   | 78 042                  | 100,00                  |
| ↳ Votanti (% su iscritti)  | ↳ Votanti (% su iscritti)                 | ↳ Votanti (% su iscritti)  | 55 176                  | 70,70                   |
| ↳ Astenuti (% su iscritti) | ↳ Astenuti (% su iscritti)                | ↳ Astenuti (% su iscritti) | 22 866                  | 29,30                   |
|                            |                                           |                            |                         |                         |
|                            | Esito: collegio confermato a Conservatore |                            |                         |                         |

| Partito                    | Partito                                   | Candidato                  | Risultati 7 maggio 2015 | Risultati 7 maggio 2015 |
| Partito                    | Partito                                   | Candidato                  | Voti                    | %                       |
| -------------------------- | ----------------------------------------- | -------------------------- | ----------------------- | ----------------------- |
|                            | Conservatore                              | Ed Argar                   | 28 384                  | 54,31                   |
|                            | Laburista                                 | Sean Kelly-Walsh           | 11 453                  | 21,92                   |
|                            | UKIP                                      | Lynton Yates               | 8 330                   | 15,94                   |
|                            | Lib Dem                                   | Simon Sansome              | 3 605                   | 6,90                    |
|                            | BNP                                       | Cathy Duffy                | 489                     | 0,94                    |
|                            |                                           |                            |                         |                         |
| Iscritti                   | Iscritti                                  | Iscritti                   | 77 309                  | 100,00                  |
| ↳ Votanti (% su iscritti)  | ↳ Votanti (% su iscritti)                 | ↳ Votanti (% su iscritti)  | 52 261                  | 67,60                   |
| ↳ Astenuti (% su iscritti) | ↳ Astenuti (% su iscritti)                | ↳ Astenuti (% su iscritti) | 25 048                  | 32,40                   |
|                            |                                           |                            |                         |                         |
|                            | Esito: collegio confermato a Conservatore |                            |                         |                         |

| Partito                    | Partito                                   | Candidato                  | Risultati 6 maggio 2010 | Risultati 6 maggio 2010 |
| Partito                    | Partito                                   | Candidato                  | Voti                    | %                       |
| -------------------------- | ----------------------------------------- | -------------------------- | ----------------------- | ----------------------- |
|                            | Conservatore                              | Stephen Dorrell            | 26 560                  | 49,61                   |
|                            | Lib Dem                                   | Robin Webber-Jones         | 11 531                  | 21,54                   |
|                            | Laburista                                 | Eric Goodyer               | 10 536                  | 19,68                   |
|                            | BNP                                       | Cathy Duffy                | 3 116                   | 5,82                    |
|                            | UKIP                                      | Miles Storier              | 1 799                   | 3,36                    |
|                            |                                           |                            |                         |                         |
| Iscritti                   | Iscritti                                  | Iscritti                   | 74 467                  | 100,00                  |
| ↳ Votanti (% su iscritti)  | ↳ Votanti (% su iscritti)                 | ↳ Votanti (% su iscritti)  | 53 542                  | 71,90                   |
| ↳ Astenuti (% su iscritti) | ↳ Astenuti (% su iscritti)                | ↳ Astenuti (% su iscritti) | 20 925                  | 28,10                   |
|                            |                                           |                            |                         |                         |
|                            | Esito: collegio confermato a Conservatore |                            |                         |                         |

### Elezioni negli anni 2000
| Partito                    | Partito                                   | Candidato                  | Risultati 5 maggio 2005 | Risultati 5 maggio 2005 |
| Partito                    | Partito                                   | Candidato                  | Voti                    | %                       |
| -------------------------- | ----------------------------------------- | -------------------------- | ----------------------- | ----------------------- |
|                            | Conservatore                              | Stephen Dorrell            | 23 571                  | 46,57                   |
|                            | Laburista                                 | Richard Robinson           | 14 762                  | 29,16                   |
|                            | Lib Dem                                   | Sue King                   | 9 057                   | 17,89                   |
|                            | BNP                                       | Andrew Holders             | 1 737                   | 3,43                    |
|                            | UKIP                                      | Jamie Bye                  | 1 489                   | 2,94                    |
|                            |                                           |                            |                         |                         |
| Iscritti                   | Iscritti                                  | Iscritti                   | 76 228                  | 100,00                  |
| ↳ Votanti (% su iscritti)  | ↳ Votanti (% su iscritti)                 | ↳ Votanti (% su iscritti)  | 50 616                  | 66,40                   |
| ↳ Astenuti (% su iscritti) | ↳ Astenuti (% su iscritti)                | ↳ Astenuti (% su iscritti) | 25 612                  | 33,60                   |
|                            |                                           |                            |                         |                         |
|                            | Esito: collegio confermato a Conservatore |                            |                         |                         |

| Partito                    | Partito                                   | Candidato                  | Risultati 7 giugno 2001 | Risultati 7 giugno 2001 |
| Partito                    | Partito                                   | Candidato                  | Voti                    | %                       |
| -------------------------- | ----------------------------------------- | -------------------------- | ----------------------- | ----------------------- |
|                            | Conservatore                              | Stephen Dorrell            | 23 283                  | 48,24                   |
|                            | Laburista                                 | Sean Sheahan               | 15 544                  | 32,21                   |
|                            | Lib Dem                                   | Sue King                   | 7 835                   | 16,23                   |
|                            | UKIP                                      | Jamie Bye                  | 1 603                   | 3,32                    |
|                            |                                           |                            |                         |                         |
| Iscritti                   | Iscritti                                  | Iscritti                   | 74 945                  | 100,00                  |
| ↳ Votanti (% su iscritti)  | ↳ Votanti (% su iscritti)                 | ↳ Votanti (% su iscritti)  | 48 265                  | 64,40                   |
| ↳ Astenuti (% su iscritti) | ↳ Astenuti (% su iscritti)                | ↳ Astenuti (% su iscritti) | 26 680                  | 35,60                   |
|                            |                                           |                            |                         |                         |
|                            | Esito: collegio confermato a Conservatore |                            |                         |                         |

## Risultati dei referendum

### Referendum sulla permanenza del Regno Unito nell'Unione europea del 2016
|             | Collegio  | Lasciare UE % | Rimanere in UE % |
| ----------- | --------- | ------------- | ---------------- |
|             | Charnwood | 58,2%         | 41,8%            |
| Inghilterra | 53,3%     | 46,7%         |                  |
| Regno Unito | 51,9%     | 48,1%         |                  |